# Курка, Томаш
Томаш Курка (чеш. Tomáš Kůrka; 14 декабря 1981, Мост, Чехословакия) — чешский хоккеист, нападающий. С 2002 по 2004 год провёл 17 матчей в НХЛ за клуб «Каролина Харрикейнз». 

## Карьера
Томаш Курка является воспитанником клуба «Литвинов». За свою карьеру сменил много клубов в различных лигах. С 2002 по 2004 год провёл 17 матчей в НХЛ за клуб «Каролина Харрикейнз». Завершил карьеру хоккеиста в 2020 году, последние 4 сезона играл в 3-й немецкой лиге за «Росток».

## Достижения
- Бронзовый призёр чешской Экстралиги 2008, 2010, 2011

## Статистика
- НХЛ — 17 игр, 5 очков (3 шайбы + 2 передачи)
- Чешская экстралига — 318 игр, 179 очков (91+88)
- АХЛ — 249 игр, 110 очков (49+61)
- Британская лига — 91 игра, 85 очков (44+41)
- Хоккейная лига Онтарио — 144 игры, 142 очка (66+76)
- Немецкая третья лига — 167 игр, 194 очка (72+122)
- Чемпионат Финляндии — 94 игры, 49 очков (28+21)
- Высшая лига России — 58 игр, 26 очков (10+16)
- Белорусская экстралига — 36 игр, 20 очков (9+11)
- Чемпионат Германии — 18 игр, 9 очков (3+6)
- Кубок Великобритании — 17 игр, 14 очков (6+8)
- Чемпионат Швеции — 20 игр, 6 очков (2+4)
- Сборная Чехии — 15 игр, 6 очков (1+5)
- Европейский трофей — 15 игр, 11 очков (5+6)
- Евролига — 6 игр
- Национальная лига А — 5 игр, 4 очка (1+3)
- Швейцарская вторая лига — 5 игр, 1 очко (1+0)
- Лига чемпионов — 4 игры, 2 очка (1+1)
- Кубок Шпенглера — 3 игры, 2 очка (1+1)
- Всего за карьеру — 1382 игры, 865 очков (393+472)